# Samsung Galaxy Note Edge
GALAXY Note Edge（ギャラクシー ノート エッジ）は、韓国・サムスン電子によって開発されたスマートフォンである。LTEモデルの1種類が発売されている。発売国によって一部仕様が異なっている。日本国内では、下記モデルが発売されており、いずれもLTE方式の通信に対応している。各機種の詳細は各ページを参照。

## 日本向け機種
- NTTドコモ（docomo LTE Xi）
  - SC-01G - GALAXY Note Edge
- KDDI・沖縄セルラー電話（au 4G LTE・キャリアアグリケーション対応）
  - SCL24 - GALAXY Note Edge